# 南部德比
南部德比（德語：Südderby）是指拜仁慕尼黑及斯图加特之间的足球比赛。这两家俱乐部是德国南部最成功的、同时也是最传统的足球俱乐部之一。

## 历史
自1963-64赛季以来，斯图加特便成为德国足球甲级联赛的创始成员，而两年后的1965-66赛季，拜仁慕尼黑也升入了德甲。自那时起，两家俱乐部几乎都从未缺席德甲赛事，并多次赢得德国足球冠军和德国足协杯冠军。在双方此前的152场正式比赛交锋中，拜仁慕尼黑以88胜、27平和37负而占有压倒性的优势。
拜仁慕尼黑股份公司董事会主席卡尔-海因茨·鲁梅尼格表示，两家俱乐部之间的比赛并不仅仅是一场德比。这也是为什么他更偏爱使用“南部经典”（Süd-Klassiker）一词的原因。其竞争的特点还包括，许多知名的斯图加特球员在其职业生涯中都曾转会拜仁慕尼黑，例如尤尔根·克林斯曼、吉奥瓦尼·埃尔伯和马里奥·戈麦斯等。